# Branchiomma galei
Branchiomma galei är en ringmaskart som först beskrevs av Augener 1914.  Branchiomma galei ingår i släktet Branchiomma och familjen Sabellidae. Inga underarter finns listade i Catalogue of Life.